# Саусяй
Саусяй (также Безводная, лит. Sausiai, пол. Bezwodna) — деревня в Лентварском старостве, в Тракайском районе Вильнюсского уезда Литвы. Располагается в 1 км на юго-востоке от Рикантая.

## Физико-географическая характеристика
Саусяй располагается в 1 км на юго-востоке от Рикантая, в 5 км на северо-западе от Лентвариса, на севере граничит с Аукштейи-Сямянюкяй, на северо-востоке — с Майщине, на юге — с Лебеджяй, на юго-востоке — с Молувенай.

## История
Деревня Саусяй под названием Bezwodna упоминается на Польских картах 1925 и 1933 годов, под названием Безводна упоминается на Советских картах 1940 года, на картах 1985 и 1990 обозначена как Безводна, а ж/д станция с литовским названием Бявандянишкес.

## Население
| 1905                           | 1931 | 1959 | 1970 | 1979 | 1989 | 2001 | 2011 | 2021 |
| ------------------------------ | ---- | ---- | ---- | ---- | ---- | ---- | ---- | ---- |
| 40                             | 99   | 99   | 88   | 77   | 25   | 21   | 16   | 13   |
| Гистограмма динамики населения |      |      |      |      |      |      |      |      |